# 체스터 모리스
체스터 모리스(Chester Morris, 1901년 2월 16일 ~ 1970년 9월 11일)는 미국의 영화배우, 텔레비전 배우, 연극 배우이다.

## 영화
- 위대한 희망 (1970년)
- 쉬 크리처 (1956년)
- 서스펜스 (1949년)
- 스튜디오 원 (1948년)
- 프랭키와 자니 (1936년)
- 더 게이 브라이드 (1934년)
- 시너스 인 더 선 (1932년)
- 빨간 머리 여자 (1932년)
- 플레잉 어라운드 (1930년)
- 케이스 오브 서전트 그리샤 (1930년)
- 빅 하우스 (1930년)
- 이혼녀 (1930년)
- 쇼 오브 쇼 (1929년)
- 알리바이 (1929년)